# Eugenia Cornelia Lekkerkerker
Eugenia Cornelia Lekkerkerker (Probolinggo, 13 november 1899 – 8 december 1985) was een pionier op het gebied van de geestelijke gezondheidszorg in Nederland.

## Leven en werk
Lekkerkerker werd in 1899 in het toenmalige Nederlands-Indië geboren als dochter van de ambtenaar/archivaris Cornelis Lekkerkerker en Anna Maria Lekkerkerker. Na haar gymnasiumopleiding studeerde ze van 1918 tot 1923 rechten aan de Universiteit Leiden. Daarna kreeg ze een studiebeurs om aan de Harvard-universiteit in de Verenigde Staten onder andere criminologie te studeren. Ze raakte daar betrokken bij reclasseringswerkzaamheden in de vrouwengevangenis. In die periode maakte ze ook kennis met de hulpverlening aan criminele jongeren in de Amerikaanse Child Guidance Clinics. Terug in Nederland was zij de drijvende kracht om, in navolging van het Amerikaanse voorbeeld, de hulpverlening aan jongeren met opvoedingsproblemen op poten te zetten. In 1927 was zij medeoprichtster van de Nederlandse Vereniging ter Bevordering van Consultatiebureaus voor Moeilijke Kinderen (NVBCMK). In 1928 leidden haar inspanningen tot de stichting van het eerste Medisch Opvoedkundig Bureau (MOB) in Nederland (in Amsterdam), waarvan Nel Tibout de leiding kreeg.
Lekkerkerker was betrokken bij de oprichting van meerdere MOB's in Nederland, onder andere in Den Haag, Leiden, Utrecht, Haarlem en Rotterdam. In 1931 promoveerde zij aan de Universiteit van Amsterdam op een proefschrift over het werk in de Amerikaanse vrouwengevangenissen. In 1934 was ze medeoprichtster van de Nationale Federatie voor Geestelijke Gezondheidszorg. Zij was van 1934 tot 1953 de eerste secretaris van deze federatie. Van 1952 tot 1 januari 1965 was ze wetenschappelijk medewerker bij de federatie. Van 1946 tot 1964 was Lekkerkerker eindredacteur van het Maandblad Geestelijke Volksgezondheid.
In 1957 werd Lekkerkerker benoemd tot erelid van de Nederlandse Federatie van Medisch Opvoedkundig Bureaus, vanwege haar jarenlange inzet voor het werk van de MOB's in Nederland. Lekkerkerker werd in 1953 benoemd tot ridder in de Orde van Oranje-Nassau. Zij overleed in 1985 op 86-jarige leeftijd.